# Pirlibey, Nazilli
Pirlibey là một thị trấn thuộc huyện Nazilli, tỉnh Aydın, Thổ Nhĩ Kỳ. Dân số thời điểm năm 2010 là 1.23 người.